# Gonocarpus incanus
Gonocarpus incanus är en slingeväxtart som först beskrevs av Allan Cunningham, och fick sitt nu gällande namn av Anthony Edward Orchard. Gonocarpus incanus ingår i släktet Gonocarpus och familjen slingeväxter. Inga underarter finns listade i Catalogue of Life.